# Concepción Silva Bélinzon
Concepción Silva Bélinzon (Montevideo, 1900 - Montevideo, 2 de noviembre de 1987) fue una poeta uruguaya. Se especializó tanto en sonetos, en la lira y en oda sáfica. Comenzó a publicar en la década del 40, y su primer libro fue El regreso de la samaritana.

## Biografía
Concepción fue hermana de Clara Silva, destacada y reconocida poetisa y narradora; la familia fervientemente católica les inculcó los valores religiosos. La religiosidad se ve en sus obras, es más espiritual que intelectual, pues para Concepción a veces era Dios quien le dictaba, a veces "las almas de los poetas unidos que quieren no morir".
Comenzó a publicar en la década del 40, por eso el término "reservista" con que la crítica la denominó. Su primer libro El regreso de la samaritana aparece en 1945, y luego sus libros fueron apareciendo cada dos, tres o cuatro años.
Realizó colaboraciones en las revistas Alfar de Uruguay, Caballo de Fuego y Atenea de Chile y Espiral de Colombia
Sus obras fueron leídas y comentadas por un grupo selecto de escritores de la época como Jules Supervielle, Ramón Gómez de la Serna y Oliverio Girondo

## Obra
- El regreso de la samaritana (1945)
- La mano del ángel (1945)
- El plantador de pinos (1947)
- Amor no amado (1950)
- Los reyes de oro (1953)
- El cordero terrible (1956)
- La ciudad invisible (1959)
- Muero y más vivo (1962)
- Me espera el mundo entero (1963)
- El más justo llamó (1965)
- Al oído del hombre (1970)
- Sagrada cantidad (1973)
- Disimulada gloria (1976)
- Llamarlo y despedirlo (1976)
- Sitios abandonados (1978)
- Página eterna (1979)
- Antología poética (1980, con prólogo de Arturo Sergio Visca)
- Poesías (1981)

## Premios
- Ministerio de Instrucción Pública (1950)
- Ministerio de Instrucción Pública (1956)